# Exército Guerrilheiro dos Pobres
O Exército Guerrilheiro dos Pobres (em castelhano:  Ejército Guerrillero de los Pobres; EGP) foi um movimento guerrilheiro guatemalteco, de orientação marxista-leninista, que foi fundado em 1972 e que obteve apoio significativo entre os indígenas maias durante a Guerra Civil da Guatemala.
Os antigos integrantes das Forças Armadas Rebeldes, desejando relançar a ação armada com base nos modelos vietnamita e cubano, fundaram a organização em 1972 no México. Cerca de quinze militantes se estabeleceram na floresta de Ixcan, mas foi somente no final da década de 1970 que a guerrilha ganhou força. Liderado por Ricardo Ramirez de León, o EGP foi o grupo armado mais forte no conflito com 400 militantes, mas sofreu repressão nos anos 1981-1982. Enquanto o Comitê de Unidade Camponesa forma seu braço político, as Forças Irregulares Locais representam um segundo braço armado da organização, responsável por suas "derrapagens".  Notável pela teologia da libertação e pela defesa dos povos indígenas, o EGP se estabelece nas comunidades nativas da região, locais considerados de difícil acesso. As represálias do exército nessas áreas rurais suspeitas de abrigar rebeldes provocam a morte de milhares.
O Exército Guerrilheiro dos Pobres foi uma das quatro organizações guerrilheiras guatemaltecas que formaram a Unidade Revolucionária Nacional Guatemalteca (URNG) em 1982, uma coalizão que acabaria negociando e assinando os Acordos de Paz com o governo e o exército guatemalteco em dezembro de 1996.